# Королівські парки Лондона

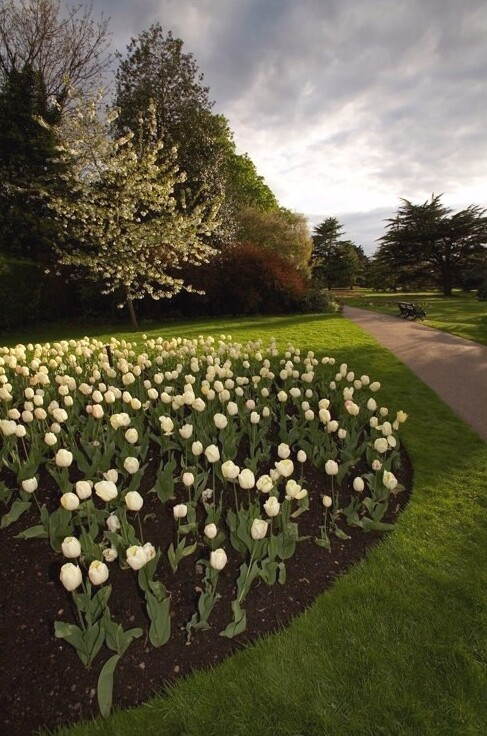
Квіти в Королівському Гринвіцький парк, в Лондоні

Королівські Парки Лондона з самісінького початку належали королівським сім'ям Об'єднаного королівства для відпочинку(зазвичай для полювання). Це є частина спадкових володінь Корони.
Громадськість не мала жодного права, щоб використовувати парки, оскільки доступ залежав лише від грації і відношення до Корони, хоча були суспільні права переходу через землю.
Агентство Королівських Парків управляє Королівськими Парками під повноваженнями, що походять від Акту Земель Корони 1851 року. Законом передбачено, що Агентство дозволяє громадськості використовувати парки для розважальних цілей, але згідно з правилами, щоб забезпечити відповідне управління парку. Із збільшенням урбанізації Лондона, деякі з них збереглися як вільно доступні і стали суспільними парками. Сьогодні таких парків є 8 і вони покривають територію близько 5,500 акрів у Великому Лондоні. Гайд-Парк і Сади (які сусідні) Кенсінгтон, Зелений Парк, Парк Регента і Парк святого Джеймса — це найбільші зелені території в центральному Лондоні. Густорослий Парк, Гринвіцький парк і Річмондський парк знаходиться в передмістях. Brompton Cemetery, хоча не є парком, — це також зелена територія, керована Адміністрацією Королівських Парків. Ними управляють The Royal Parks (ексклюзивна агенція підпорядкована департаменту культури, медіа і спорту Англії) і охороняється спеціальною поліцією. Головна форма вкладення засобів для Королівських Парків — це виділення бюджету центральним урядом. Королівські Парки генерують додатковий прибуток від комерційних дій, як наприклад громадське харчування і організація суспільних подій, як наприклад домовленості.